# Andreas Thier
Andreas Thier (* 31. Januar 1963 in Essen) ist ein deutscher Rechtshistoriker und Professor an der Universität Zürich.

## Leben und Wirken
Andreas Thier studierte als Stipendiat der Studienstiftung des Deutschen Volkes Rechtswissenschaften (Staatsexamina 1989, 1994) und Geschichtswissenschaften (M.A. 1990 bei Thomas Nipperdey) an der Ludwig-Maximilians-Universität München. Er wurde 1998 bei Peter Landau zum Dr. jur. mit einer Arbeit über die Staatssteuerreformen in Preußen von 1871 bis 1893 promoviert. Für seine Dissertation wurde ihm 1998 der Preis der Wallburga-Riedel-Stiftung und der Max-Weber-Preis der Bayerischen Akademie der Wissenschaften verliehen. Er habilitierte sich 2001 mit einer Arbeit über die Bischofsbestellung in der Geschichte des kirchlichen Wahlrechts bis 1140.
2002/03 vertrat er den Lehrstuhl für Bürgerliches Recht und Deutsche Rechtsgeschichte an der Westfälischen Wilhelms-Universität Münster. 2003 wurde er zum C4-Professor ernannt. Außerdem leitete er das dortige Institut für Rechtsgeschichte. Seit 2004 ist er Professor für Rechtsgeschichte, Kirchenrecht, Rechtstheorie und Privatrecht an der Universität Zürich und daselbst Leiter des Zentrums für Rechtsgeschichtliche Forschung (ZrF) sowie Mitglied des Kompetenzzentrums Zürcher Mediävistik. 2005 wurde er Mitglied des Leitungsgremiums des National Competence Centre in Research (NCCR). Von 2006 bis 2010 war er zudem Mitglied des Zürcher Kompetenzzentrums Hermeneutik (ZKH). Ihm wurde 2007 der Outstanding Teacher Award, Executive Master of European and International Business Law, Universität St. Gallen verliehen. Im Jahr 2008 war er Visiting Professor of Law an der University of Chicago Law School. Rufe auf rechtsgeschichtliche Professuren an die Universitäten München (2008) und Frankfurt am Main (2011) lehnte er ab.
Er ist Mitglied unter anderem der Iuris Canonici Medii Aevi Consociatio, der Preußischen Historischen Kommission, der Vereinigung für Verfassungsgeschichte, der Zivilrechtslehrervereinigung, der Arbeitsgemeinschaft zur Geschichte Preußens und der American Society for Legal History. Ferner ist er Mitherausgeber der elektronischen Zeitschrift für Rechtsgeschichte Forum historiae iuris und der Zeitschrift der Savigny-Stiftung für Rechtsgeschichte. Kommentierungen erfolgten unter anderem im Historisch-kritischen Kommentar zum BGB, Beiträge lieferte er für das Handwörterbuch zur deutschen Rechtsgeschichte und die Neue Deutsche Biographie.
Thier ist Vertrauensdozent der Studienstiftung des Deutschen Volkes.

## Schriften (Auswahl)
Monografien
- Steuergesetzgebung und Verfassung in der konstitutionellen Monarchie. Staatssteuerreformen in Preußen 1871–1893 (= Studien zur europäischen Rechtsgeschichte. Band 119). Klostermann, Frankfurt am Main 1999, ISBN 3-465-02789-2. (zugleich Dissertation, LMU München, 1998).
- Hierarchie und Autonomie. Regelungstraditionen der Bischofsbestellung in der Geschichte des kirchlichen Wahlrechts bis 1140 (= Studien zur europäischen Rechtsgeschichte. Band 257). Klostermann, Frankfurt am Main 2011, ISBN 978-3-465-04113-9. (zugleich Habilitationsschrift, LMU München, 2001).

Herausgeberschaften
- mit Guido Pfeifer, Philipp Grzimek: Kontinuitäten und Zäsuren in der europäischen Rechtsgeschichte (= Rechtshistorische Reihe. Band 196). Lang, Frankfurt am Main unter anderem 1999, ISBN 3-631-34882-7.
- mit Heiner Lück, Michele Luminati, Marcel Senn: Thesaurus historiae iuris. Clausdieter Schott zum 75. Geburtstag. PJV, Halle/Saale 2011, ISBN 978-3-941226-22-7.
- mit Lothar Schilling, Christoph Schönberger: Verfassung und Öffentlichkeit in der Verfassungsgeschichte. Tagung der Vereinigung für Verfassungsgeschichte vom 22. bis 24. Februar 2016 auf der Insel Reichenau. Duncker & Humblot, Berlin 2020, ISBN 978-3-428-15997-0.
- mit Lea Schwab: 1914. vdf, Hochschulverlag an der ETH Zürich, Zürich 2018, ISBN 978-3-7281-3636-7.